# ハイルヴィヒ・フォン・ホルシュタイン
ハイルヴィヒ・フォン・ホルシュタイン（ドイツ語：Heilwig von Holstein, 1398年 - 1436年）またはヘートヴィヒ（Hedwig）は、オルデンブルク伯ディートリヒの妃でデンマーク王クリスチャン1世の母。オルデンブルク家およびグリュックスブルク家の先祖である。

## 生涯
ハイルヴィヒはホルシュタイン伯ゲルハルト6世とカタリーナ・エリーザベト・フォン・ブラウンシュヴァイク＝リューネブルクの娘である。弟はホルシュタイン伯およびシュレースヴィヒ公アドルフ8世である。父方でデンマーク王エーリク5世の子孫であり、母方でデンマーク王アーベルの子孫にあたる。
1417年4月18日にヴェンデン侯バルタザール・フォン・メクレンブルクと結婚したが、バルタザールは1421年に腺ペストで死去した。1423年にオルデンブルク伯ディートリヒと再婚し、以下の子女をもうけた。
- アーデルハイト（1425年 - 1475年） - ホーンシュタイン伯エルンスト3世（1454年没）と結婚、マンスフェルト伯ゲプハルト6世（1492年没）と再婚
- クリスチャン1世（1426年 - 1481年） - デンマーク王（1448年 - 1481年）、ノルウェー王（1450年 - 1481年）、スウェーデン王（1457年 - 1464年）。また、嗣子のいなかった叔父アドルフ8世からホルシュタイン伯位およびシュレースヴィヒ公位を継承した[5]。
- モーリッツ（1428年 - 1464年） - デルメンホルスト伯
- ゲルハルト6世（1430年 - 1500年） - オルデンブルク伯、デルメンホルスト伯